# Lago di Bafa

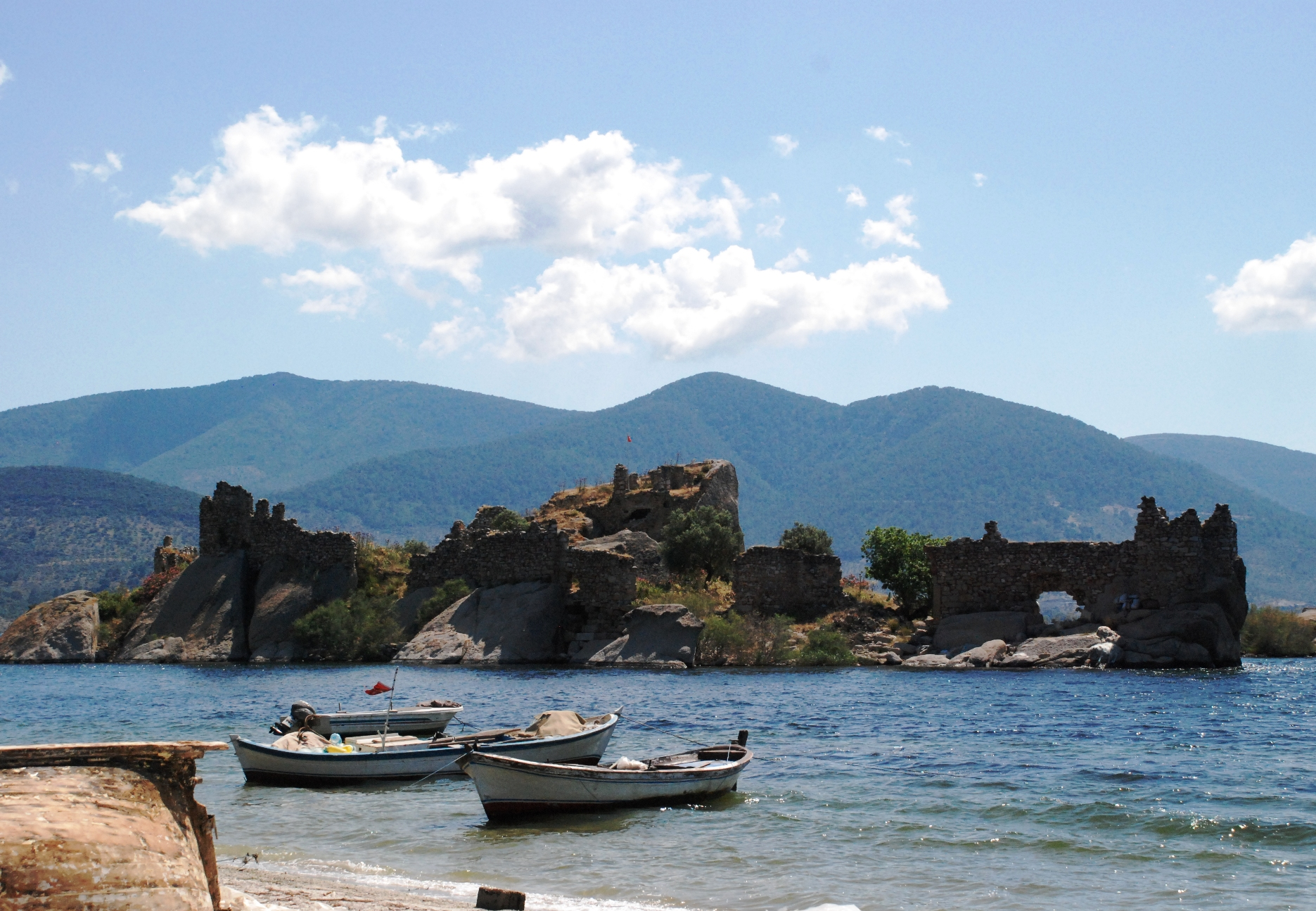
Barche sul lago di Bafa

Il lago di Bafa (in turco: Bafa Gölü) è un lago ed ex-golfo della Turchia occidentale, situato a cavallo tra il distretto di Milas, nella provincia di Muğla, e il distretto di Söke, nella provincia di Aydın. Prende probabilmente il nome dal villaggio di Bafa, situato a sud-est del lago, e ha una superficie di 67,08 km².
Tra le principali località che si affacciano sul lago, figura il villaggio di Kapıkırı.

## Geografia
Il lago di Bafa è circondato dai monti Beşparmak o monti Latmos e si trova all'interno del bacino idrico del fiume Büyük Menderes, suo principale immissario.
Ha una profondità di 25 metri.
|  |

## Flora
Lungo il lago crescono varietà di orchidee quali l' anacamptis pyramidalis , l' ophrys fusca , l'  ophrys iricolor , l' ophrys lutea, l'  ophrys lesbis , l'  ophrys speculum , l' ophrys umbilicata, l' orchis anatolica, l' orchis coriophora, l' orchis italica , l'  orchis morio  e l'  orchis papilionacea .

## Luoghi d'interesse
- Eraclea al Latmo[3]

## Leggende
Tra le leggende riguardanti il lago di Bafa, figura quella di Ermynion, un pastore che si innamorò della dea Selene.